# Stone Butch Blues
Stone Butch Blues ist ein Roman von Leslie Feinberg, der 1993 veröffentlicht wurde. Das Buch spielt in den 1970er Jahren in den USA. Die Hauptperson ist Jess Goldberg, die ein sehr männliches Auftreten hat.
Die deutsche Erstübersetzung erschien unter dem Titel Träume in den erwachenden Morgen. Für spätere Auflagen wurde der englische Originaltitel unverändert übernommen und der ursprüngliche deutsche Titel zum Untertitel zurückgestuft.

## Inhalt
Als Kind wird Jess häufig gefragt, ob sie ein Junge oder ein Mädchen sei. Ihre Eltern zwingen sie Frauenkleidung zu tragen. In der Schule wird sie vergewaltigt und flieht schließlich vor ihrem Elternhaus. Jess findet als Jugendliche in die örtliche Butch und Femme Szene, die in einer Bar ansässig ist. Dort trifft sie Al, eine ältere Butch, bei der sie kurz wohnen kann. Arbeit findet sie in der Industrie und schließlich auch Anschluss an eine Gewerkschaft, wo sie sich für die Interessen ihrer Butch-Kolleginnen einsetzt. Die Bar, die nun ihr zweites Zuhause wird, ist immer wieder brutalen Razzien durch die Polizei ausgesetzt, bei der es auch zu Vergewaltigungen kommt.
Jess’ Freundinnen sind zumeist berufliche Prostituierte. Jedoch trifft sie Theresa während ihrer Arbeit in der Industrie.
Auf Grund einer Wirtschaftskrise spitzt sich die Situation für Jess und ihre Freunde zu. Jess entscheidet sich Testosteron zu nehmen, um von nun an ein männliches Auftreten zu haben. Gründe dafür sind ihre eigene körperliche Sicherheit und die Möglichkeit einen Arbeitsplatz zu bekommen. Theresa verlässt sie wegen dieser Entscheidung. Jess wechselt ihren Wohnort und findet bald einen Arbeitsplatz, wo sie einige Jahre lang arbeitet. Nachdem sie einem Gewerkschaftsgenossen aus ihrem „früheren Leben“ begegnet, wird sie von ihm vor allen Kollegen als „Frau“ geoutet. Sie kündigt, wechselt wieder den Wohnort und zieht nach New York City. Dort hält sie sich mit kleineren Jobs über Wasser und setzt schließlich das Testosteron ab. Dennoch wird sie von ihrer Außenwelt immer noch als Mann wahrgenommen. Die meisten vermuten, dass sie schwul sei.
Nachdem das Haus, in dem sich ihre Wohnung befand, abgebrannt ist, zieht Jess erneut um. Ihre neue Nachbarin ist aus der lokalen LGBT-Szene und beide freunden sich nach einigen Anfangsschwierigkeiten an.
Zusammen besuchen sie die Eltern der Nachbarin. Jess macht dabei einen Abstecher zu ihrer alten Stadt. Sie besucht alte Freunde und ebenso Al, die durch eine brutale Vergewaltigung ein solches Trauma erlitten hat, dass sie nicht mehr redet und in einer Pflegeanstalt wohnt.
Das Buch endet damit, dass Jess wieder in New York City ist und Aussicht hat, Anschluss an die dortige LGBT-Gemeinde zu finden und wieder in einer Gewerkschaft zu arbeiten.
Stone Butch Blues wurde 1994 sowohl mit einem Lambda Literary Award als auch einem Stonewall Book Award ausgezeichnet.

## Deutsche Ausgabe
- Stone Butch Blues. Träume in den erwachenden Morgen. Roman. Übersetzt von Claudia Brusdeylins. Krug & Schadenberg, 5. Auflage 2008, ISBN 978-3-930041-35-0